# Élections générales manitobaines de 2003
L'élection générale manitobaine de 2003 se déroule le 3 juin 2003 afin d'élire les députés de la 38e législature à l'Assemblée législative du Manitoba (Canada) ; il s'agit de la 38e élection générale dans cette province depuis sa création en 1870.
Le gouvernement du Nouveau Parti démocratique du Manitoba, dirigé par le Premier ministre Gary Doer, est réélu et forme un gouvernement majoritaire avec 35 sièges. Le Parti progressiste conservateur forme l'Opposition officielle avec 20 sièges. Le Parti libéral est également représenté à la législature avec 2 sièges.

## Résultats
| Parti | Parti                     | Chef               | # de candidats | Sièges | Sièges      | Sièges | Sièges  | Voix    | Voix    | Voix    |
| ----- | ------------------------- | ------------------ | -------------- | ------ | ----------- | ------ | ------- | ------- | ------- | ------- |
| Parti | Parti                     | Chef               | # de candidats | 1999   | Dissolution | Élus   | % Diff. | #       | %       | % Diff. |
|       | NPD                       | Gary Doer          | 57             | 32     | 31          | 35     | +12,9 % | 195 425 | 49,47 % | +4,7 %  |
|       | Progressiste-conservateur | Stuart Murray (en) | 57             | 24     | 23          | 20     | -13,0 % | 142 977 | 36,19 % | -3,9 %  |
|       | Libéral                   | Jon Gerrard        | 57             | 1      | 1           | 2      | +100 %  | 52 113  | 13,19 % | -0,6 %  |
|       | Vert                      | Markus Buchart     | 14             | -      | -           | -      | -       | 3 792   | 0,96 %  |         |
|       | Communiste                | Darrell Rankin     | 5              | -      | -           | -      | -       | 334     | 0,08 %  |         |
|       | Libertarien               | Chris Buors        | 5              | -      | -           | -      | -       | 248     | 0,06 %  |         |
|       | Indépendant               | Indépendant        | 2              | -      | -           | -      | -       | 167     | 0,04 %  |         |
|       | Vacant                    | Vacant             | Vacant         | Vacant | 2           | n/a    | n/a     | n/a     | n/a     | n/a     |
| Total | Total                     | Total              | 197            | 57     | 57          | 57     | -       | 395 056 | 100 %   |         |

## Source
- (en) Cet article est partiellement ou en totalité issu de l’article de Wikipédia en anglais intitulé « Manitoba general election, 2003 » (voir la liste des auteurs).